# Chant du Départ
‎"‎‎Le Chant du départ‎‎"‎‎ (Tiếng Viêt‎‎:"Bài ca khởi hành") là một bài hát cách mạng và chiến tranh được viết bởi ‎‎Étienne Méhul‎‎ (âm nhạc) và ‎‎Marie-Joseph Chénier‎‎ (lời) vào năm 1794. Đó là bài quốc ca chính thức của Đệ nhất đế chế Pháp‎‎, và hiện tại nó là ‎‎quốc ca‎‎ không chính thức của ‎‎Guiana thuộc Pháp‎‎.
‎Bài hát được đặt biệt danh là "anh trai của La ‎‎Marseillaise‎‎" bởi những người lính Cộng hòa. ‎‎
‎Bài hát vẫn còn được sử dụng trong ‎‎quân đội Pháp‎‎. Nó được hát trong ‎‎Thế chiến I‎‎.  ‎‎‎Valéry Giscard d'Estaing‎‎ đã sử dụng nó làm bài hát chiến dịch của mình cho cuộc bầu cử tổng thống năm 1974; Là một tổng thống, ông thường có bài hát này vì nó được chơi nhạc bởi quân đội cùng với bài La Marseillaise. ‎‎

## Lời Tiếng Pháp
Lời 1
La Victoire, en chantant, nous ouvre la barrière ;
La Liberté guide nos pas ;
Et du nord au midi, la trompette guerrière
A sonné l'heure des combats.
Tremblez, ennemis de la France,
Rois ivres de sang et d'orgueil !
Le peuple souverain s'avance ;
Tyrans, descendez au cercueil.
La république nous appelle ;
Sachons vaincre, ou sachons périr :
Un Français doit vivre pour elle ;
Pour elle, un Français doit mourir.
Un Français doit vivre pour elle ;
Pour elle, un Français doit mourir.
Lời 2
De nos yeux maternels ne craignez pas les larmes :
Loin de nous de lâches douleurs !
Nous devons triompher quand vous prenez les armes :
C'est aux rois à verser des pleurs.
Nous vous avons donné la vie,
Guerriers, elle n'est plus à vous ;
Tous vos jours sont à la patrie :
Elle est votre mère avant nous.
La république nous appelle ;
Sachons vaincre, ou sachons périr :
Un Français doit vivre pour elle ;
Pour elle, un Français doit mourir.
Un Français doit vivre pour elle ;
Pour elle, un Français doit mourir

## Lời Tiếng Việt
Chiến thắng đã mở tung mọi cánh cửa cho ta;
Trên con đường vinh quang Chiến thắng dẫn dắt
Và từ Bắc xuống Nam, Tiếng Kèn trận rền vang lên
Như đã nói rằng trận quyết chiến sắp tới
kẻ thù của nước Pháp,đã rung sợ
Lũ bạo chúa năm nào còn hăng dọa nhân dân ta
Nhân dân tiến lên với quyền uy trong tay
Những tên bạo chúa đã xuống địa ngục
nền cộng hòa đang cất lên gọi tên ta;
Hãy chinh phục hoặc bị chinh phục
Vì Tổ Quốc là sinh mạng của nhân dân Pháp
Vì thế, nhân dân Pháp quyết hi sinh(×2)

Lời 2
Thanh gươm sẽ được giao lại cho những dũng sĩ dũng cảm
Hãy tưởng nhớ chúng tôi ở Champ de Marx
Thề dâng máu lên cho những vị vua và những người nô lệ
Bằng lưởi gươm của những người anh hùng
Hãy trở về ngôi nhà tránh lợp cỏ
Với những thương tích và chiến tích đầy mình
Đôi mắt của tôi đang nhắm lại
Lũ bạo chúa đã ra đi không còn trên đời này nữa
nền cộng hòa đang cất lên gọi tên ta;
Hãy chinh phục hoặc bị chinh phục
Vì Tổ Quốc là sinh mạng của nhân dân Pháp
Vì thế, nhân dân Pháp quyết hi sinh(×2)